# 乌米饭

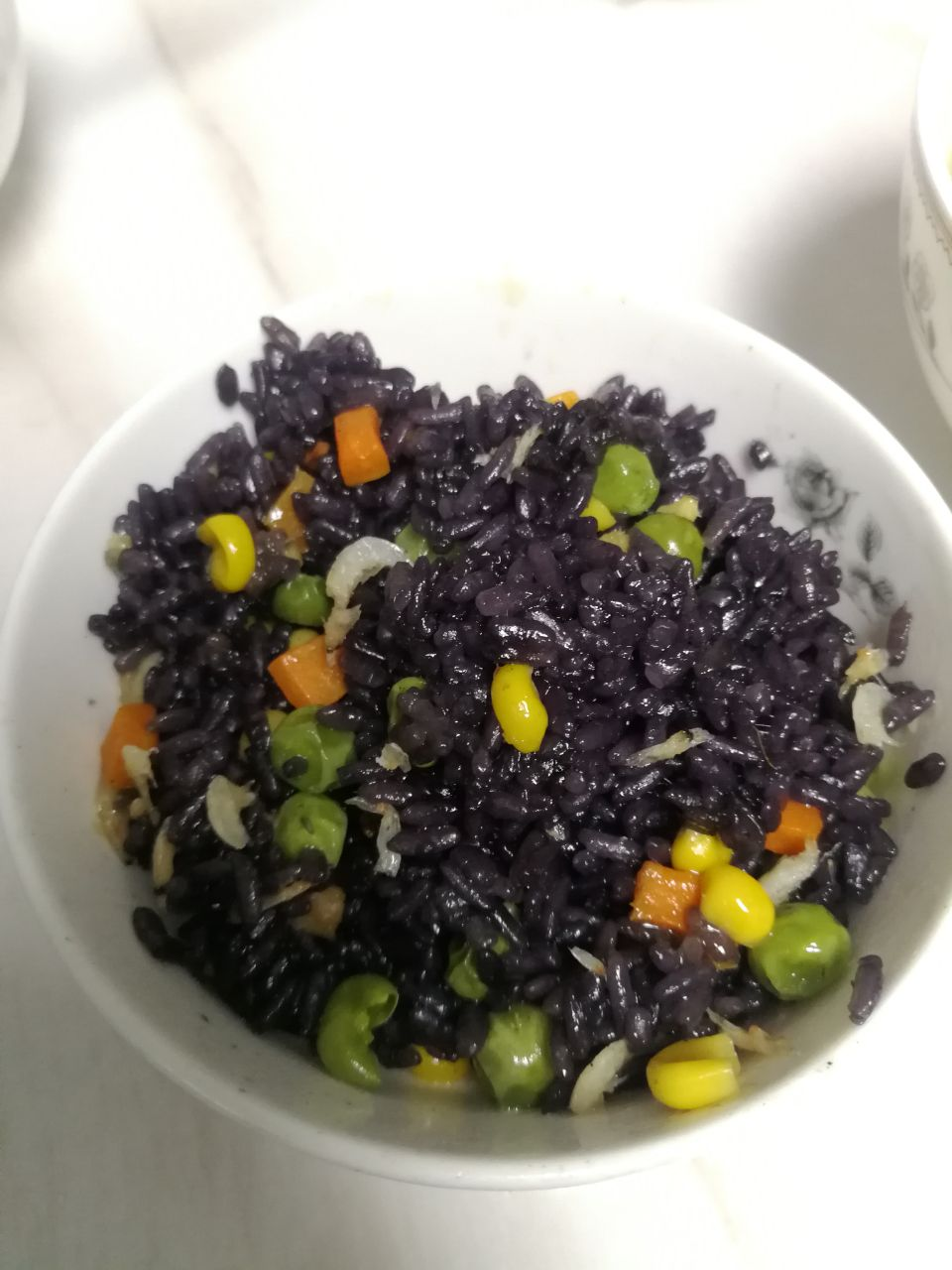
乌米饭的成品图片

乌米饭是江南地带和畲族的特色美食。是采集乌饭树的叶子煮汤，用所煮的汤用糯米浸泡半天，然后捞出放入木甑里蒸熟而成。将南烛叶洗净加水500毫升，煮半小时，过滤叶渣，用汁水煮糯米，待米色变黑，熟烂后可即食用。是畲家宴的主要食物。

## 传说
相传北宋时期，杨文广被奸臣陷害囚于狱中，杨八妹采得乌饭叶榨汁，将白米饭染黑。狱卒怕饭中有毒而不敢抢食。乌米饭由此而来。